# Jardín América (canción)
Jardín América es la canción oficial de la ciudad de Jardín América, provincia de Misiones, Argentina.
Es una galopa escrita por Antonio Faccendini, que fue el creador de la letra la Canción Jardín América, himno oficial de la ciudad, con música de Mario Mereles e interpretada por Giselle Mereles. Además es el autor del escudo de Jardín América y sus fundamentos heráldicos.
También fue el diseñador de la Bandera de Jardín América, que se implementó a través de una ordenanza establecida por el Concejo Deliberante de la ciudad.
En la misma se deja en claro, que dicha canción debe ser entonada en los actos municipales en los que participe las autoridades.
Giselle Mereles, una joven cantante, fue la elegida para entonar por primera vez la canción oficial como tal, ese mismo año.